# Comuna Tavriiske, Hola Prîstan
Tavriiske (în ucraineană Таврійське) este o comună în raionul Hola Prîstan, regiunea Herson, Ucraina, formată din satele Tavriiske (reședința) și Velîkîi Klîn.

## Demografie
Componența lingvistică a comunei Tavriiske
     Ucraineană (83,25%)
     Rusă (15,75%)
     Alte limbi (0,9%)
Conform recensământului din 2001, majoritatea populației comunei Tavriiske era vorbitoare de ucraineană (83,25%), existând în minoritate și vorbitori de rusă (15,75%).